# Jadwiga Burska

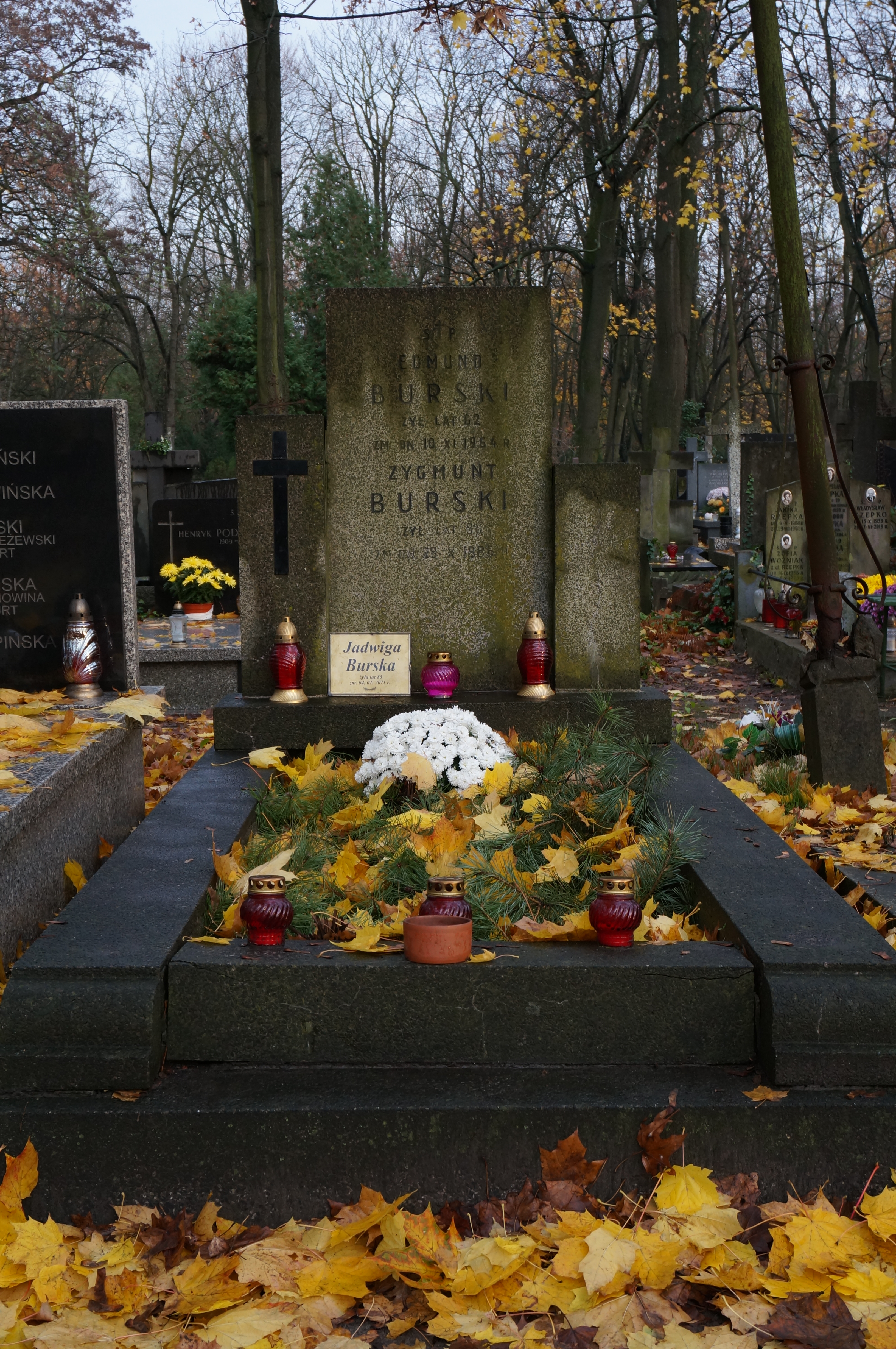
Grób Jadwigi Burskiej na cmentarzu Powązkowskim

Jadwiga Burska z d. Skupiewska (ur. 22 lutego 1926 w Sulejówku, zm. 4 stycznia 2011) – polska psychopedagog, harcerka Szarych Szeregów, instruktorka harcerska, autorka książek o tematyce harcerskiej.

## Życiorys
Podczas okupacji działała w Szarych Szeregach, była sanitariuszką, uczestniczyła w powstaniu warszawskim.
Ukończyła studia na Wydziale Filozofii Uniwersytetu Warszawskiego. Na Uniwersytecie im. Adama Mickiewicza w Poznaniu uzyskała stopień doktora za pracę Psychopedagogiczna analiza uczestnictwa w grupach zorganizowanych na przykładzie drużyny harcerskiej.
W okresie 1960–1975 pracowała w Ośrodku Badań Psychopedagogicznych przy Głównej Kwaterze ZHP, od 1972 była jego kierownikiem.
Związana z hufcem Warszawa-Praga-Północ, w którym pełniła funkcje m.in. zastępczyni namiestnika drużyn młodszych, komendantki Ośrodka Praga Nowa, członkini komisji stopni instruktorskich. W okresie 1960–1964 była drużynową 273 Warszawskiej Drużyny Harcerskiej im. Władysława Broniewskiego działającej w Szkole Podstawowej nr 49 przy ul. Szanajcy 17/19 (obecnie Gimnazjum nr 30), a niedługo później przekształconej w Szczep 273 Warszawskich Drużyn Harcerskich i Zuchowych „Mazowsze”.
W 1963 otrzymała stopień harcmistrzyni.
Odznaczona Złotym Krzyżem Zasługi, Krzyżem „Za Zasługi dla ZHP”, Medalem Zwycięstwa i Wolności, Złotą Honorową Odznaką „Za Zasługi dla Warszawy”, Odznaką Weterana Walk o Niepodległość.
Pochowana na cmentarzu Powązkowskim w Warszawie (kwatera 297 – 6 – 3).
Była autorką lub współautorką m.in. książek:
- Jadwiga Burska: Z pamiętnika drużynowej. Warszawa: Wydawnictwo Harcerskie, 1966. Brak numerów stron w książce
- Jadwiga Burska, Kazimierz Jaskot, Maria Zürn: Metodyka pracy z zespołem harcerskim. Warszawa: Wydawnictwo „Horyzonty”, 1972, s. 151.
- Jadwiga Burska, Jolanta Chełstowska, Piotr Rządca, Jan Witkowicz: Sekrety dobrej drużyny. Warszawa: Młodzieżowa Agencja Wydawnicza, 1987, s. 324. ISBN 83-203-2704-0.